# Вачимъяун
Вачимъяун (устар. Вачим-Яун) — река в России, протекает по территории Сургутского района Ханты-Мансийского автономного округа. Устье реки находится в 65 км по левому берегу реки Пим. Длина реки — 55 км, площадь водосборного бассейна — 349 км².
Высота истока — 70,7 м над уровнем моря.

## Притоки
- 25 км: Ай-Вачимъяун
- 33 км: Сапоркояун

## Данные водного реестра
По данным государственного водного реестра России относится к Верхнеобскому бассейновому округу, водохозяйственный участок реки — Обь от города Нефтеюганск до впадения реки Иртыш, речной подбассейн реки — Обь ниже Ваха до впадения Иртыша. Речной бассейн реки — (Верхняя) Обь до впадения Иртыша.